# Ioësse sanguinolenta
Ioësse sanguinolenta är en skalbaggsart som beskrevs av Thomson 1864. Ioësse sanguinolenta ingår i släktet Ioësse och familjen långhorningar. Inga underarter finns listade i Catalogue of Life.